# 広島大学附属中学校・高等学校
広島大学附属中学校・高等学校（ひろしまだいがくふぞく ちゅうがっこう・こうとうがっこう, Hiroshima University High School）は、広島県広島市南区翠に所在する国立中学校・高等学校。
略称は「附属（ふぞく）」。
また、住居表示実施前は皆実町だったことから、OBや広島大学関係者などからは「皆実（みなみ）」と呼ばれることがある。また、他校の関係者から「広附（ひろふ）」と呼ばれることがある。

## 概要
東京高等師範学校（1886年設立）に次ぐ、西日本の中等教育研究の拠点として設立された広島高等師範学校の附属中学校（旧制）として1905年（明治38年）に設立された。戦時中には特別科学学級が設置されていた。現在も広島大学の附属学校として、先進的な教育研究と全学の中学・高校教員免許取得希望者を対象とした教育実習を行っている。
スーパーサイエンスハイスクール (SSH) に指定され、広島大学や他大学と連携した高度な研究が行われたり、多くの講演が行われたりと積極的な活動がなされている。全人教育を理念としており、自由・自主・自律の校風の中で、個人の特性を向上させ、豊かな人間性を確立することを目標としている。学校行事をはじめ、生徒たちによる自主的な活動が多く行われている。
一学年の定員は、中学校が120名程度、高等学校が200名程度である。ただし、広島大学附属学校園の再編計画に伴い、将来的には高等学校の定員を現在の8割程度に減らすことが決定している。高等学校には附属中学校からの連絡進学枠が存在し、中学校在籍者数と同数が用意される。そのため、広島大附属中学卒業生は全員広島大附属高校に進学できる。
2005年（平成17年）に創立100周年を迎えた。

## 沿革
- 1905年（明治38年）
  - 3月 - 広島高等師範学校附属中学校（生徒定員350名、10学級）の設置が認可される。
  - 4月17日 - 第1回入学式（広島高等師範学校講堂、74名）を挙行。生徒訓条4か条・校章を制定（以後、この日を開校記念日とする）。
  - 4月18日 - 旧土木監督署（広島市千田町）を仮校舎として授業開始。
  - 9月 - 教育実習を開始。
  - 12月 - 附属中学校新校舎（広島高等師範学校構内）に移転。
- 1915年（大正4年）7月10日 - 創立10周年記念誌『十かえりの花』を刊行。
- 1920年（大正9年）11月3日 - 中等教育研究会を創立し、第一回を開催。
- 1923年（大正12年）3月1日 - 父兄団の設立。
- 1925年（大正14年）5月24日 - 創立20周年記念誌『旭光』を刊行。
- 1930年（昭和5年）
  - 5月18日 - 創立25周年記念誌『二十五年史』を刊行。
  - 10月25日 - 創立25周年記念誌史『飛龍』を刊行。
- 1932年（昭和7年）7月7日 - 中等教育研究会『中等教育の実際』を刊行（1940年11月、時局下第29号をもって休刊）。
- 1942年（昭和17年）3月 - 3学級併進（定員525名）の認可。
- 1945年（昭和20年）
  - 1月 - 特別科学学級（1，2，3年各1学級）の編成。
  - 4月 - 3年生以上、通年動員に出動。
  - 7月 - 1，2年生、科学学級3年生以下、広島県賀茂郡原村、比婆郡東城町などに疎開。
  - 8月6日 - 原爆投下により全校舎を焼失、教職員や生徒に多数の犠牲者。
  - 9月 - 広島県賀茂郡原村、豊田郡戸野村などで授業を再開。
- 1947年（昭和22年）
  - 1月 - 全校、広島市の旧校地に復帰。
  - 4月1日 - 学制改革に伴い、広島高等師範学校附属中学校（新制）が開校。
- 1948年（昭和23年）
  - 3月17日 - 新制中学校第1回卒業式。
  - 4月1日 - 学制改革に伴い、広島高等師範学校附属高等学校が開校。
- 1949年（昭和24年）
  - 3月8日 - 新制高等学校第1回卒業式。自署名簿制度を設立（-現在[いつ?]）。
  - 4月 - 新制広島大学が発足し、広島高等師範学校はそれに包括され、広島大学広島高等師範学校附属中学校・同高等学校と改称。
- 1952年（昭和27年）- 広島高等師範学校が廃止され、広島大学教育学部附属東千田中学校・同高等学校と改称。
- 1953年（昭和28年）- ユネスコ協同学校（現：ユネスコスクール）に指定される。
- 1955年（昭和30年）- 広島大学教育学部附属中学校・同高等学校と改称。
- 1961年（昭和36年）- 現在地（旧制広島高等学校跡地で、広島大学教養部校地として使われていた）に移転。
- 1970年（昭和45年）- 新校舎・体育館の落成式を挙行。
- 1978年（昭和53年）- 広島大学附属中学校・高等学校と改称。
- 2003年（平成15年）- スーパーサイエンスハイスクールに指定される。（1年間）
- 2005年（平成17年）- 創立100周年記念式典を挙行。
- 2007年（平成19年）- スーパーサイエンスハイスクールに新規指定（指定期間は5年間）。
- 2012年（平成24年）- スーパーサイエンスハイスクールに再び指定（指定期間は5年間）。
- 2013年（平成25年）- ヒロシマエバヤマザクラのクローン培養（組織培養）の成功を発表（住友林業筑波研究所の研究協力による）。

## 教育目標
校訓
（中学校）
1. 真剣な学習
2. 信愛の精神
3. 強健な身体

（高等学校）
1. 創造を旨とし、気魄（きはく）と情熱に燃えよ
2. 一意専心、学道に精励せよ
3. 明朗闊達、品位ある学徒たれ

## 象徴

### 校章
校章は菊の花を図案化したものとされている。詳細は、制定当時の文献が原爆投下時に焼失・消失し残存していないために分かっていないが、一説によると、東京高等師範学校（東京教育大学を経た、現在の筑波大学）およびその附属小中学校（現：筑波大附属小、筑波大附属中・高）が、1888年（明治21年）に明治天皇から賜った「五三の桐」の校章デザインを用いているのに対して、広島高等師範高等学校は、その成立時に校章を、桐紋と並んで日本国および皇室を表す「菊」のデザインに定めたといわれている。広島大学附属高等学校はこの菊のデザインを引き継ぎこれに定めたが、当時皇室に対する敬意を表すために菊と解釈することを避け、代わりに形の似ている「旭日」といい習わしてきたという。

### 講堂
正門の奥手、中学校校舎と高等学校校舎の間に位置するRC造平屋建（一部2階建）の講堂は、広島市内では数少なくなった原爆被災時点での形態をほぼ維持する被爆建物の一つであり国の登録有形文化財（建造物）である。
1924年（大正14年）に現在の本校校地（当時の住所は皆実町三丁目）に設立された官立広島高等学校の講堂として1927年1月に竣工した。この講堂は文部省営繕課による古典様式を取り入れた設計となっており、正面入口の床には皇紀によって「2587年」と竣工の年が記されており、当時の社会情勢および旧制広高の社会的地位を物語っている。当時は校内の行事・課外活動の場として使用されたほか、音響の良さからコンサートやNHKの実況放送の場にも使われた。1945年8月6日の原爆被災時には爆心地から2.69㎞の位置にあったが、鉄筋建造物であった講堂自体の被害は窓が割れるなど軽微であった（しかし他の木造校舎・雨天体操場などの施設は全半壊し、校内にいた教職員・生徒から多くの負傷者が出た）。このため講堂は直後から避難してきた被爆者であふれ、しばらくの間雨露をしのぐ避難所として使用された。被爆後しばらく郊外で授業を再開していた広高が1947年10月に皆実校地に復帰したのちには、この講堂は、市内のほとんどの学校施設が焼失・破壊され使用停止となった中、数少ない貴重な文化施設として学生の文化活動の拠点となっていた。
1949年5月、旧制広高が新制広島大学に包括されると、この講堂は同校が母体となって発足した広大教養部（現：総合科学部）の施設としてそのまま使用された。その後1961年、教養部との校地交換によりそれまで広大本部キャンパス（当時。現在の東千田キャンパス）内に立地していた広大教育学部附属中・高校が現校地に移転してくると同校の講堂となり、現在に至るまで現役の施設として使用されており、内部装飾の一部は戦前以来のものがそのまま使われている。1994年には広島市により被爆建物に指定・登録され、さらに1998年9月2日には旧制広高OBの運動もあって文化庁より登録有形文化財（第34-0016号）に登録された。
以前は設置された渡り廊下により正面が見えにくくなっていたが、2010年現在はガラス屋根に変わったことで、学校正門からファサードが見えるようになった。
学校施設であるため講堂は原則非公開であり、見学に際しては事前に相談する必要がある。

## 学校行事

### 体育祭
体育祭が昔から盛んである。特に1990年代に入ると、その規模はさらに大きく拡大し、毎年壮大な規模で行われる。
各学年が白（はく）・赤（せき）に分かれ、それぞれに高校団長・中学団長からなる「団長団」がいる。また、白・赤それぞれに櫓と呼ばれる、城を模したものを造る。その前を、大道具と呼ばれる、祭りの山車のようなものが行進する。高等学校在籍生徒有志による、赤、白に分かれてのマスゲームは高校生の体育祭としては相当大規模であり、近所の住民がマスゲームの時間に合わせて見に来ることも多い。ただし、最近は櫓が1つとなり、マスゲームも従来の赤が太陽、白が月と名称を変えている。マスゲーム以外にも、應援團（応援団）・チアリーダー・衣裳（団長団・マスゲーム幹部の衣装を作る）・制作（櫓や山車を作る）が盛んに活動をしている。
卒業生で、この体育祭を一番の思い出として挙げる者は多い。

### 文化祭
文化祭は、体育祭と比較すると、小規模で実施されていた。その要因は、体育祭が前述したように大規模に行われるため、在校生のほとんどが体育祭の方に力を入れてしまい、文化祭にさほど関心を持たなかったことが挙げられる。
2000年代に入ると、生徒および教職員による努力により、文化祭も、体育祭同様、盛んに行われるようになっている。
中学校クラスサークルは演劇、高校クラスサークルはI年生が模擬店舗、II年生が演劇、Ⅲ年生が飲食を伴う模擬店舗、となっている。中学校の演劇の宣伝には、ステンドグラスでのポスター製作やCM撮影が行われていたが、ステンドグラスは布製のポスターに変更された。クラブサークルもあり、管弦楽班のコンサートや文藝同好会の展示が行われている。
近年大流行した新型コロナウイルスによる規模縮小を受け、Ⅲ年生による模擬店舗は実質廃止の措置を取られた。去年の文化祭から一般者の入場制限が解かれたが未だに模擬店舗は復刻していない。

## 部活動
伝統的に、生徒会所属のまず運動部と文化部に分かれ、それぞれの下に（一般的な「部」ではなく）班・同好会が置かれている。毎年4月と10月に監査局（生徒会に所属する機構の一）に資格認定を受けなければ活動ができないことになっている。
部・班を以下に示す。（中高）は中学・高校ともに存在する部活動、それ以外は高校のみに存在するものを表す。

### 運動部
- サッカー班（中高）
- バスケットボール班（中高）
- テニス班（中高）
- 卓球班（中高）
- バレーボール班（中高）
- 軟式野球班（中高）
- 剣道班（中高）
- 陸上競技班
- バドミントン班

### 文化部
- 管弦楽班（中高）
- 茶道班
- ユネスコ班
- 美術班
- 科学研究班
- 光画[7]班
- 数学研究班
- マイクロワールド班（中）
- 棋道班
- 書道班（中高）
- 放送班（2008年（平成20年）承認）
- 合唱班（中高）
- 調理班（中高）
- 軽音楽班
- 文藝同好会（中高）

### 部活動成績
- サッカー班
  - 1948年（昭和23年）第26回全国高等学校サッカー選手権大会 優勝
  - 1954年（昭和29年）第32回全国高等学校サッカー選手権大会 優勝
  - 1959年（昭和34年）第37回全国高等学校サッカー選手権大会 準優勝
  - 1975年（昭和50年）
    - 5月 - 中国地区高等学校サッカー選手権大会で優勝
    - 7月 - 全国高等学校総合体育大会サッカーの部に広島県代表として出場。2勝し、ベスト16まで進む。
- 軟式野球班
  - 1981年（昭和56年）
    - 04月 - 第26回広島県高等学校軟式野球春季大会 準優勝
    - 05月 - 第22回高等学校軟式野球選手権山陽大会に広島県代表として出場。

  - 1982年（昭和57年）
    - 08月 - 第27回全国高等学校軟式野球選手権大会 西中国大会（小野田市）に広島県代表として出場。準優勝。

  - 1992年（平成4年）
    - 10月 - 第37回秋季広島県高等学校軟式野球大会 優勝

  - 1998年（平成10年）
    - 08月
      - 第43回全国高等学校軟式野球選手権大会 西中国大会（柳井市）に広島県代表として出場。優勝。
      - 第43回全国高等学校軟式野球選手権大会出場。ベスト8進出。

    - 10月 - 第53回国民体育大会（神奈川）出場。

  - 1999年（平成11年）
    - 10月 - 第44回秋季広島県高等学校軟式野球大会 優勝

  - 2008年（平成20年）
    - 10月 - 第53回秋季広島県高等学校軟式野球大会 優勝

  - 2010年（平成22年）
    - 08月 - 第55回全国高等学校軟式野球選手権大会 西中国大会（柳井市）に広島県代表として出場。

  - 2011年（平成23年）
    - 11月 - 第56回秋季広島県高等学校軟式野球大会 優勝

  - 2012年（平成24年）
    - 05月 - 第57回春季広島県高等学校軟式野球大会 準優勝
    - 05月 - 第20回中国地区高等学校軟式野球大会に広島県代表として出場。
    - 08月 - 第57回全国高等学校軟式野球選手権大会 西中国大会（柳井市）に広島県代表として出場。
    - 10月 - 第57回秋季広島県高等学校軟式野球大会 準優勝

  - 2014年（平成26年）
    - 08月 - 第59回全国高等学校軟式野球選手権大会 西中国大会 準優勝
- 軽音楽班
  - 2013年（平成25年）
    - 08月 - P-Summer Live 2013 最優秀バンド賞/優秀バンド賞/作曲賞/最優秀学校賞受賞/オーディエンス賞受賞。
    - 08月 - 平成25年度 第1回全国高等学校軽音楽コンテストに広島県代表として出場。
    - 10月 - 総合文化祭軽音楽部門広島県大会 優秀バンド賞/技能賞（キーボード部門）

## 同窓会
卒業生の会は「アカシア会」と呼ばれ、全国の主要都市圏に支部がある（地元広島では毎月17日に例会が開催されている）。

## モデルとなった作品
- 少女漫画「紅茶王子」（山田南平作）の3校合同体育祭

## 関連校
- 広島高等師範学校
- 広島大学
  - 広島大学附属小学校
  - 広島大学附属東雲小学校・中学校
  - 広島大学附属幼稚園
  - 広島大学附属三原幼稚園・小学校・中学校
  - 広島大学附属福山中学校・高等学校